# أنظمة تعيين الطائرات العسكرية اليابانية

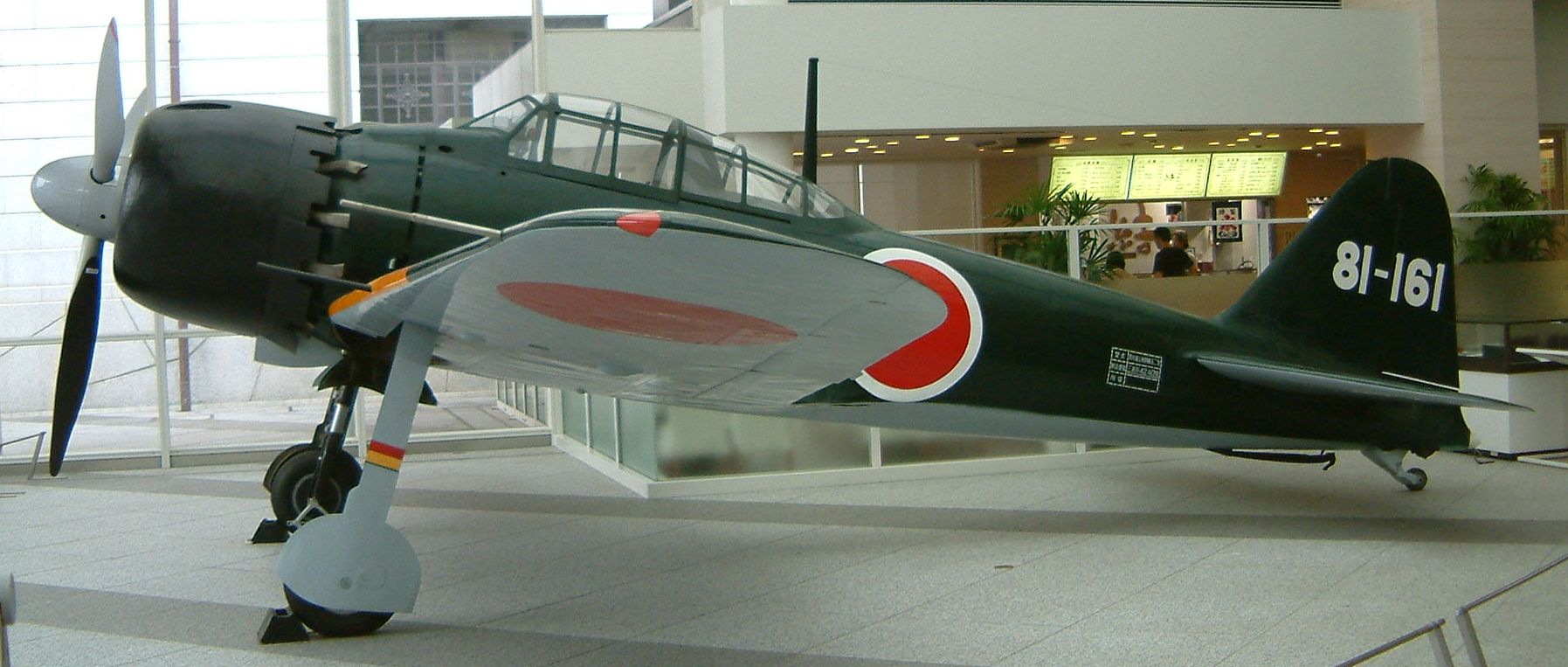
ميتسوبيشي زيرو موديل 52

كان لدى أنظمة تعيين الطائرات العسكرية اليابانية للفترة الإمبراطورية (ما قبل 1945) أنظمة متعددة لكل خدمة مسلحة. أدى ذلك إلى استخدام الحلفاء لأسماء رمزية خلال الحرب العالمية الثانية، ولا تزال أسماء الرموز هذه معروفة في النصوص الإنجليزية أكثر من الأسماء اليابانية الحقيقية للطائرة. كان هناك عدد من المخططات المختلفة قيد الاستخدام في نفس الوقت.

## البحرية الإمبراطورية اليابانية للخدمات الجوية
استخدمت البحرية الإمبراطورية اليابانية للخدمات الجوية العديد من أنظمة تعيين الطائرات المختلفة في وقت واحد. بين عامي 1931 و 1945، كان لدى الطائرات أرقام «شي» تُحدد المواصفات التي صممت لها. كان لديهم أيضاً نظامٌ عددي طويل يصف النوع والنموذج والذي استخدم بين عامي 1920 و1943، وهو نظام يُشابه نظام التعيين العددي القصير الخاص بنظام البحرية الأمريكية والذي استخدم بين أواخر عشرينيات وعام 1945، وهو نظام من الأسماء الشائعة تم استخدامه لاستبدال الأرقام من 1943 حتى 1945.

### مواصفات أرقام شي
تم منح مواصفات البحرية اليابانية منذ عام 1931 رقماً تجريبياً أو رقم شي Shi، استناداً إلى سنة عهد الإمبراطور التي تم إصدار المواصفات فيها. نظراً لإمكانية إصدار مواصفات متعددة في عامٍ واحد، فقد تم إلغاء الغموض في الغرض من الطائرة.
خلال الفترة التي كان نظام التعيين فيها قيد الاستخدام، كان الإمبراطور المعني هو هيروهيتو، إمبراطور شوا، وبالتالي فقد تم استخدام سنوات شوا، والتي بدأت في عام 1926.
وبالتالي، تم تصميم طائرة ميتسوبيشي صفر لتلبية مواصفات عام 1937 المُسمى الحاملة المُقاتلة 12- شي.

### نظام النوع والنموذج الرقمي الطويل
بعد عام 1929، تم تخصيص رقمٍ خاصٍ لكل نوعٍ من الطائرات على أساس آخر خانتين من العام الإمبراطوري الياباني (الذي يعود للتأسيس الأسطوري لليابان في 660 قبل الميلاد من قبل الإمبراطور جيمو). كما تم إضافة وصف موجز لوظيفة الطائرة. على سبيل المثال، أطلق على طائرة ميتسوبيشي صفر هذا الاسم لدخولها الخدمة في عام 1940 أي في العام الياباني 2600، وبالتالي فهي حاملة طائرات من النوع صفر
تمت إضافة أرقام النماذج لإظهار الأنواع الفرعية. بحلول أواخر ثلاثينيات القرن العشرين، كان هذا الرقم مكوناً من خانتين، حيث كان الأول مخصصاً لمراجعات هيكل الطائرة، والثاني لمراجعات المحرك.
تم التخلي عن النظام في عام 1943، عندما أدرك اليابانيون أنّ ذلك يكشف عن الكثير من المعلومات حول الطائرة.

### نظام تعيينٍ قصير
في أواخر العشرينيات من القرن الماضي، تم اعتماد مخطط تعيين قصير، والذي كان يشبه بشكلٍ لافتٍ نظام تعيين الطائرات البحرية الأمريكية الذي يعود لعام عام 1922. استخدم هذا المخطط حرفاً أو حرفين لتعيين نوعٍ محددٍ من الطائرات، ورقم للإشارة إلى الرقم التسلسلي لهذا النوع من الطائرات، ورقمٍ أخيرٍ للإشارة إلى الشركة المصنعة. على عكس نظام البحرية الأمريكية، لم يكن لدى النظام الياباني سلسلة أرقام مختلفة لكل شركة مصنعة، ولم تحذف الرقم "1".
وبالتالي، كان النوع الصفري في نظام التعيين هذا هو A6M، وهو ما يعني المقاتلة الحاملة من النوع السادس في ظل نظام التعيين هذا، وأنه تم بناؤها من قبل شركة ميتسوبيشي.
تمت الإشارة إلى المتغيرات برقمٍ إضافي في النهاية؛ لتغير الغرض من الإشارة للطائرة بواسطة شرطة ثم حرف النوع الجديد. 
في بعض الأحيان، كان يتم طلب صنع طائرتين من شركات مصنعة مختلفة بنفس المواصفات وفي نفس الوقت، بشكلٍ عام كضمان ضد فشل عمل التصميم الأساسي. في هذه الحالة، تم استخدام الرقم التسلسلي نفسه لكلتا الطائرتين.

### الأسماء الرسمية
بعد شهر يوليو من عام 1943، تم تعين أسماء لطائرات البحرية بدلا من تعيينات النوع. أُعطيت هذه الأسماء وفقاً لمخطط يعتمد على وظيفة الطائرة. كانت هذه أسماء رسمية، على عكس طائرات الجيش التي كانت تعتمد على أسماء شعبية مستعارة.
- الطائرات المقاتلة: أسماء الطقس والأرصاد الجوية
- الطائرات المقاتلة الحاملة  والطائرات المائية المقاتلة: أسماء الرياح التي تنتهي عادةً بكلمتي بو أو فو
- طائرات الاعتراض: أسماء البرق التي تنتهي بكلمة دين
- الطائرات المقاتلة الليلية: أسماء الضوء التي تنتهي بكلمة كو
- طائرات الهجوم: أسماء الجبال التي تنتهي بكلمة زان
- الطائرات القاذفة للقنابل: أسماء النجوم أو الأبراج التي تنتهي عادة بكلمة زاي
- طائرات التفقد الدورية: أسماء البحار أو المحيطات التي تنتهي بكلمة كاي أو يو
- طائرات الاستطلاع: أسماء الغيوم التي تنتهي بكلمة أُون
- طائرات التدريب: أسماء الأشجار والنباتات والزهور
- طائرات النقل: أسماء السماء التي تنتهي بكلمة كو
- طائرات ذات أهداف متنوعة: أسماء المناظر الطبيعية
- طائرات كاميكازي الانتحارية: أسماء الزهور التي تنتهي بكلمة كا

تشمل الحالات الخاصة الطائرات التي تستخدم مخطط دفع غير التقليدي (أي التي لا تستخدم مروحة للدفع) مثل طائرة اعتراض الصواريخ شوسوي (مصطلح شعري يعني «السيف الحاد») والطائرة المستخدمة في عمليات النشر غير التقليدية مثل الطائرة الهجومية الخاصة سيران (بمعنى «ضباب الجبال؛» التي كانت تنطلق من الغواصات لضرب أهدافٍ وراء الخط الأمامي للمواجهة والتي كان يُتوقع التخلي عنها بعد عودتها إلى السفينة الأم).

## خدمةالجيش الإمبراطوري اليابانيالجوية
استخدمت خدمة الجيش الإمبراطوري الياباني الجوية نظام تعيينٍ مباشراً يستند إلى عام الخدمة والنوع، والذي كان مطابقاً تقريباً لنظام النوع والنموذج الرقمي الطويل الخاصين بالبحرية. تم استخدام هذا النظام ابتداءً من عام 1927، ليحل محل النظام السابق الذي تم فيه تعيين رمز للنوع من الشركة المصنعة من نظام الأعداد الترتيبي الياباني كانجي من الجذور السماوية للطائرات من كل شركة مُصنعة، بالإضافة إلى رقم للنوع. مع إضافة أنواعٍ إضافية، سرعان ما أصبح هذا النظام مُربكاً.

### نظام النوع والنموذج العددي الطويل
كان الجزء الأول من التعيين عبارة عن رقم من خانتين بناءً على السنة اليابانية التي دخلت فيها الطائرة الخدمة. كان هناك استثناء بسيط في عام 1940 (السنة اليابانية 2600)، حيث تم استخدام الرقم 100 لوصف النوع بدلاً من الرقم الصفر. وتبع ذلك وصف لوظيفة الطائرة. إذا كان هناك طائرتان أو أكثر من نفس النوع والوظيفة، فقد تم تعزيز الوظيفة للتمييز بينهما. مثال على ذلك هو الطائرة المقاتلة من النوع 2 ذات المقعد الواحد (Nakajima Ki-44) والطائرة المقاتلة من النوع 2 ذات المقعدين (Kawasaki Ki-45).
تمت الإشارة إلى التعديلات الرئيسية (مثل استخدام محركٍ مختلف) برقمٍ فرعي، رسمياً باستخدام نظام كانجي ولكن أحياناً باستخدام الأرقام الرومانية. تمت الإشارة إلى التعديلات الصغيرة (مثل نوع الأسلحة) باستخدام النظام الترتيبي الياباني كانجي من نظام الجذور السماوية: كو، أوستو، تي، بو، كي، والتي تماثل: حرف الألف (الأول)، والباء (الثاني)، والجيم (الثالث)، والدال (الرابع)، والياء (الخامس)، لكنها ليست ترجمة مباشرة. تم استخدام حرف كاي إذا كانت التعديلات كبيرة ولكن لا تكفي لاستخدام رقم نوع جديد.

### تعيين قصير (رقم «كي»)
تم استخدام العدد الترتيبي «كي» للإشارة إلى رقم المشروع (المكتوب بالإعداد العربية)، وتم تعيينه بالتتابع لجميع المشاريع بغض النظر عن الجهة المصنعة أو النوع. 

### الأسماء الشعبية
لم تكن الأسماء الشعبية مثل «هايابوسا» (المستخدم للإشارة لطائرة ناكاجيما كي -43) جزءاً من التعيين الرسمي.